# 七戸勇気
七戸 勇気（しちのへ ゆうき、1991年3月8日 - ）は、東日本トップクラブリーグDiv.1北海道バーバリアンズに所属するラグビーユニオン選手。

## プロフィール
- 青森県出身[1]。
- ポジションはスクラムハーフ(SH)、ウィング(WTB)。
- 身長 170cm、体重 77kg
- ニックネームはセブン・ナナ[2]。
- 7人制日本代表に選ばれたことがある[3]。

## 略歴
2009年、青森山田高校卒業後、国士舘大学に入る。
2013年、ユニバーシアードの7人制日本代表に選ばれた。